# Мур, Энтони
Энтони Мур (англ. Anthony Moore; род. 13 августа 1948 года, Лондон, Англия) — британский музыкант, композитор и продюсер, работающий в жанре экспериментальной музыки. Является одним из основателей группы Slapp Happy, помимо этого долгое время сотрудничал с проектом Henry Cow, а также записал ряд сольных альбомов, в том числе Flying Doesn't Help (1979) и World Service (1981).
Мур участвовал в работе над двумя пластинками группы Pink Floyd, A Momentary Lapse Of Reason (1987) и The Division Bell (1994), в качестве автора песен; а также сыграл на клавишных в композиции «Calling» с альбома The Endless River (2014). Помимо этого Мур является соавтором текстов нескольких песен на втором сольном альбоме Ричарда Райта Broken China (1996), пластинке Can’t Look Away (1989) Тревора Рэбина, а также четвёртом диске Джулиана Леннона — Help Yourself. Кроме того, Мур сотрудничал над несколькими проектами с Кевином Эйерсом.

## Биография
Музыкальная карьера Мура началась благодаря знакомству с Питером Блегвадом, в период когда они учились в школе Святого Кристофера, Летчуэрте. Вместе они играли в нескольких группах, включая Slapp Happy (название было отсылкой к тогдашней подруге Блегвада) и The Dum-Dums. После окончания школы Мур изучал индийскую классическую музыку с Вирамом Джасани (1969 год), а затем написал свой первый саундтрек к фильму Mare’s Tale Дэвида Ларчера.
В 1971 году Мур переехал в Гамбург и где стал одним из представителей местной экспериментальной музыкальной сцены, записав два минималистских альбома для лейбла Polydor Records. В 1972 году Блегвад приехал к Муру в Германию и они организовали авангардное трио вместе с будущей женой Мура — Дагмар Краузе, под названием Slapp Happy. Музыку для группы сочиняли Мур (гитара, клавишные) и Блегвад (гитара), а вокалисткой была Краузе.
Slapp Happy записали два альбома на лейбле Polydor с немецкой краут-рок-группой Faust, в качестве бэк-вокалистов. В 1972 году был выпущен первый из них — Sort Of, однако лейбл отказался издавать второй Casablanca Moon. Этот инцидент побудил музыкантов вернуться обратно в Лондон, где они подписали контракт с Virgin Records и перезаписали Casablanca Moon, выпустив его в 1974 году под новым названием — Slapp Happy (оригинальная Casablanca Moon была издана в 1980 году на лейбле Recommended Records под названием Acnalbasac Noom). В 1974 году Slapp Happy ненадолго объединились с авангардной рок-группой Henry Cow, записав в 1975 году две совместные пластинки — Desperate Straights и In Praise of Learning. Однако вскоре после записи второго диска сначала Мур, а затем и Блегвад покинули этот проект из-за творческих разногласий. Впоследствии Блегвад отмечал, что «аккорды и музыкальный размер [материала] были слишком сложными». Однако, Краузе предпочла остаться с Henry Cow, из-за чего Slapp Happy прекратила своё существование.
Несмотря на то, что Мур и Блегвад начали заниматься разными проектами они неоднократно участвовали в воссоединениях Slapp Happy в 1982, 1997, 2000 и 2016—2017 годах. Помимо этого, в 1991 году Мур, Блегвад и Краузе сотрудничали над оперой Camera, которая была заказана продюсерской компанией After Image и впоследствии транслировалась на канале Channel 4 в Великобритании.
После прекращения сотрудничества с Henry Cow и расформирования Slapp Happy в 1977 году Мур возобновил сольную карьеру, выпустив альбом на Virgin Records при поддержке музыкантов Кевина Эйерса и Энди Саммерса. Однако, пластинка продемонстрировала низкие коммерческий показатели и контракт Мура с Virgin был прекращён. В 1979 и 1981 годах музыкант выпустил два альбома, Flying Doesn’t Help и World Service, на независимых лейблах. Они оба были хорошо приняты музыкальной прессой. Песня «World Service», вдохновленная Всемирной службой Би-би-си, была издана в качестве сингла и сочетала в себе семплы коротковолнового радио с ярко выраженными танцевальными ритмами.
Мур работал в различных европейских странах в качестве внештатного композитора, сочиняя песни и партитуры к фильмам. Он спродюсировал несколько альбомов, в том числе дебютный альбом группы This Heat, а также диск Angel Station группы Manfred Mann’s Earth Band (совместно с Манном, который позднее записал кавер на его песню «World Service»). Также Мур сотрудничал с Pink Floyd (в качестве автора текстов песен и музыканта), на трёх последних альбомах этой группы.
В 1996 году Мур стал профессором по исследованию звука и музыки в кёльнской академии медиа-искусств. С 2000 по 2004 год он являлся директором этой академии. Также Мур выступал во многих европейских странах с лекциями посвящёнными звуку и музыке.
В 2002 году Мур создал музыкальное трио с Йоргом Линденмайером и Питером Саймоном — LMS, названное по первым буквам их фамилий. Они выступали во Франции и Германии с 2002 по 2003 год.

## Дискография
| Slapp Happy - Sort Of (1972, LP, Polydor Records) - Slapp Happy (also known as Casablanca Moon) (1974, LP, Virgin Records) - Acnalbasac Noom (1980, LP, Recommended Records) - Ça Va (1998, CD, V2 Records) - Live in Japan (2001, CD, FMN Records) Slapp Happy и Henry Cow - Desperate Straights (1974, LP, Virgin Records) - In Praise of Learning (1975, LP, Virgin Records) - The 40th Anniversary Henry Cow Box Set (2009, 9xCD+DVD, Recommended Records, UK) - The Henry Cow Box Redux: The Complete Henry Cow (2019, 17xCD+DVD, Recommended Records, UK) Совместно с Питером Блегвадом и Дагмар Краузе - Camera (2000, CD, Blueprint Records) | Альбомы - Pieces from the Cloudland Ballroom (1971, LP, Polydor Records) - Reed Whistle and Sticks (1972, LP, Polydor Records) - Secrets of the Blue Bag (1972, LP, Polydor Records) - Out (1976, LP, Virgin Records) - Flying Doesn't Help (1979, LP, Quango) - World Service (1981, LP, Do It Records) - The Only Choice (1984, LP, Parlophone) Синглы - «Johnny’s Dead» / «Mr.Rainbow» (1975, 7", Virgin Records) - «Catch a Falling Star» / «Back to the Top» (1976, 7", Virgin Records) - «World Service» / «Diving Girl» (1981, 7", Do It Records, DUN 16) |